# Косораду (Барселуш)
Косораду (порт. Cossourado) — район (фрегезия) в Португалии, входит в округ Брага. Является составной частью муниципалитета Барселуш. Находится в составе крупной городской агломерации Большое Минью. По старому административному делению входил в провинцию Минью. Входит в экономико-статистический субрегион Каваду, который входит в Северный регион. Население составляет 927 человек на 2001 год. Занимает площадь 6,41 км².